# Ijimaia antillarum
Ijimaia antillarum är en fiskart som beskrevs av Howell Rivero, 1935. Ijimaia antillarum ingår i släktet Ijimaia och familjen Ateleopodidae. Inga underarter finns listade i Catalogue of Life.